# Ruter As
A Ruter As a norvégiai Oslo és Akershus megye közösségi közlekedési megrendelő szervezete. A részvénytársasági formában működő társaság szervezi – de nem ő működteti – a közösségi közlekedést a város és a megye területén, beleértve az autóbuszt, a metrót, a villamost és a kompjáratokat. Az állami vasúttársasággal, az NSB-vel is megállapodást kötött az ezen a területen közlekedő elővárosi vonatok díjszabásáról.

## Történelem
A társaság 2008. január 1-jén jött létre az Oslo Sporveier és a Stor-Oslo Lokaltrafikk, Oslo és Akershus megrendelői szervezeteinek egyesülésével.

## Gazdálkodás
A társaságnak nem célja, hogy profitot termeljen, de elő kell segítenie a tulajdonos önkormányzatok közlekedéspolitikai céljainak elérését. 2009-ben 4890 millió koronás forgalom mellett 1 millió korona nyereséget ért el. Bevételeinek 53%-a a jegy- és bérletértékesítésből származik, míg 45% a tulajdonos önkormányzatok hozzájárulása, beleértve a 3. Oslo-csomagból származó bevételeket is.

## Fordítás
- Ez a szócikk részben vagy egészben a Ruter című angol Wikipédia-szócikk ezen változatának fordításán alapul.  Az eredeti cikk szerkesztőit annak laptörténete sorolja fel. Ez a jelzés csupán a megfogalmazás eredetét és a szerzői jogokat jelzi, nem szolgál a cikkben szereplő információk forrásmegjelöléseként.